# Jarosław z Łojewa
Jarosław z Łojewa (zm. po 27 kwietnia 1292) – prawdopodobnie brat stryjeczny kasztelana kruszwickiego Chebdy ze Służewa i kasztelana michałowskiego Imisława ze Służewa oraz wojewody brzeskiego Bronisza ze Służewa, pochodził z rycerskiego rodu Pomianów. Jako podstoli inowrocławski występuje w 1268, mianowany przez księcia Ziemomysła wojewodą inowrocławskim przed 1 kwietnia 1282.

## Biogram

### Pochodzenie, najbliższa rodzina
Pochodził z należącej do rodu Pomianów rodziny posiadającej dobra służewskie, jednak zapewne wskutek sprzedaży włości w rodzinnym Służewie sam Jarosław pisał się już z podinowrocławskiego Łojewa, gdzie posiadał bliżej nieokreślony dział. Jego ojciec – najprawdopodobniej zmarły przed 27 sierpnia 1302 Andrzej ze Służewa – był przypuszczalnie synem wzmiankowanego w dokumencie księcia Konrada I mazowieckiego z 19 października 1235 Chebdy, będącego właścicielem lasów nad Tążyną i Wisłą. Andrzej miał prawdopodobnie dwóch braci. Pierwszym był nieznany z imienia ojciec Chebdy ze Służewa i Imisława ze Służewa – obu piastujących urzędy kasztelanów (odpowiednio – kruszwickiego i michałowskiego) z nadania bratanków Władysława Łokietka, książąt inowrocławskich – Leszka i Przemysła Ziemomysłowiców. Drugim – również nieznany z imienia – ojciec Bronisza ze Służewa, wojewody brzeskiego. Matką Jarosława była najpewniej nieznana z imienia przedstawicielka rodu pieczętującego się Łabędziem, pochodząca z Łojewa, zmarła już po jego śmierci (po 27 sierpnia 1302). Wojewoda inowrocławski prawdopodobnie miał również brata piszącego się z Niewieścina, którego synem byłby wówczas wzmiankowany w dokumencie z 31 marca 1307 – Bogusław z Niewieścina. W posiadaniu Jarosława pozostawała dowodnie przynajmniej część wsi Łojewo, zaś jego syn Włodzimierz do końca marca 1307 posiadał wieś Wtelno jako swój majątek dziedziczny.

### Działalność publiczna
Po raz pierwszy Jarosław z Łojewa w dokumentach występuje na dyplomie księcia inowrocławskiego Ziemomysła z 1268, na którym świadkuje on jako podstoli inowrocławski. Ponownie w jego otoczeniu Jarosław, już jako wojewoda inowrocławski pojawia się z okazji wydania dokumentu dla klasztoru strzelneńskiego 1 kwietnia 1282. W ciągu najbliższych dziesięciu lat występuje jeszcze dwukrotnie na dokumentach najbliższej rodziny zmarłego w 1287 Ziemomysła. Świadkuje najpierw na przywileju księżnej-wdowy Salomei wystawionym 4 października 1288 dla cystersów byszewskich, a następnie 27 kwietnia 1292 na dokumencie księżnej i jej synów – Leszka, Przemysła i Kazimierza – kończącym spory pomiędzy nimi a zakonem. Ten drugi dokument jest zarazem ostatnim, w którym Jarosław występuje, a co za tym idzie ostatnim, w którym jest on poświadczony na urzędzie wojewody inowrocławskiego. Musiał on przestać pełnić ten urząd jeszcze przed 8 maja 1294, bowiem na dokumencie wydanym pod tą datą wojewodą inowrocławskim jest już inny Pomian – Bronisz.

### Potomstwo
Z bliżej nieznanej małżonki Jarosław dochował się jednego znanego potomka:
- Włodzimierz z Łojewa (zm. po 12 X 1314) – mąż Katarzyny, zięć Pakosława z Bąkowa z rodu Awdańców. Wzmiankowany w źródłach z lat 1302–1314. Sprzedał cystersom byszewskim wsie: Świnice w 1302 (wraz z babką) oraz Wtelno w 1307. Świadkował na dokumencie księcia inowrocławskiego Leszka wystawionym 12 października 1314.